# Jason Wu
Jason Wu (chinois : 吳季剛 ; pinyin : Wú Jìgāng ; Wade : Wú Chì-Kāng), né le 27 septembre 1982 à Taïwan, est un styliste d'origine canadienne et taïwanaise vivant à New York. Il est notamment connu pour avoir habillé à plusieurs reprises la Première dame des États-Unis Michelle Obama,, notamment pour sa première couverture de l'édition américaine du magazine Vogue.

## Biographie
Né à Yunlin à Taïwan, il émigre avec sa famille, alors âgé de neuf ans, âge où ses parents lui offrent sa première machine à coudre, dans la ville de Vancouver, en Colombie-Britannique. Il découvre la mode à son arrivée au Canada dans les magazines comme Vogue. Il expérimente ses créations sur des poupées et se fait embaucher à l'âge de seize ans comme directeur artistique par l'entreprise Integrity Toys.
Poursuivant son intérêt pour la couture, il part étudier à Eaglebrook School à Deerfield, dans le Massachusetts, puis à l'école préparatoire Loomis Chaffee à Windsor, dans le Connecticut. Il étudie une année en France, à Rennes, puis trois années et demie à la Parsons The New School for Design, à New York à la suite de quoi Il se forme chez le styliste Narciso Rodriguez puis ouvre peu après sa première boutique.
Il obtient la reconnaissance publique en habillant par deux fois Michelle Obama pour des cérémonies d'investitures. Il devient par la suite directeur de la création des collections féminines chez Hugo Boss, alternant entre l'Allemagne et les États-Unis.
En juin 2013, il est nommé à la création de la collection femme de la marque Hugo Boss. En février 2018, il quitte Hugo Boss pour se consacrer à sa propre marque de mode qu'il a créé en 2008 et géré en parallèle de ses fonctions chez Hugo Boss.